# Міхалув (Жирардовський повіт)
Міхалув (пол. Michałów) — село в Польщі, у гміні Пуща-Марянська Жирардовського повіту Мазовецького воєводства.
Населення — 153 особи (2011).
У 1975-1998 роках село належало до Скерневицького воєводства.

## Демографія
Демографічна структура станом на 31 березня 2011 року:
|          | Загалом | Допрацездатний вік | Працездатний вік | Постпрацездатний вік |
| -------- | ------- | ------------------ | ---------------- | -------------------- |
| Чоловіки | 72      | 12                 | 55               | 5                    |
| Жінки    | 81      | 11                 | 50               | 20                   |
| Разом    | 153     | 23                 | 105              | 25                   |